# 紐西蘭國會大廈
紐西蘭國會大廈（英語：Parliament House）是一座位於威靈頓的建築，是紐西蘭國會建築群內的主要建築，也是紐西蘭國會的辦公地點。新西蘭國會大廈開始修建於1907年。1918年紐西蘭國會開始在此辦公。1922年整座建築竣工。

## 圖集

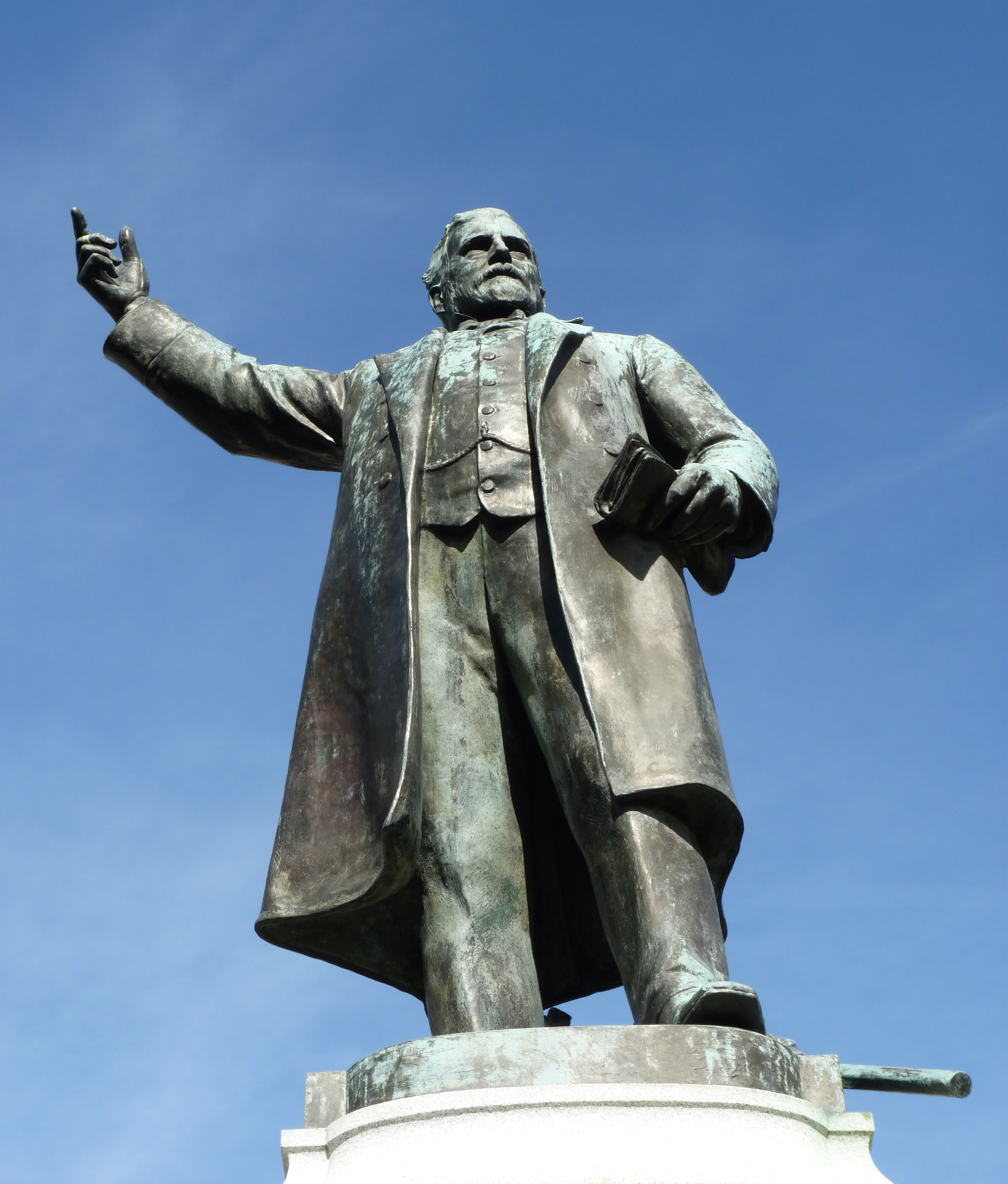
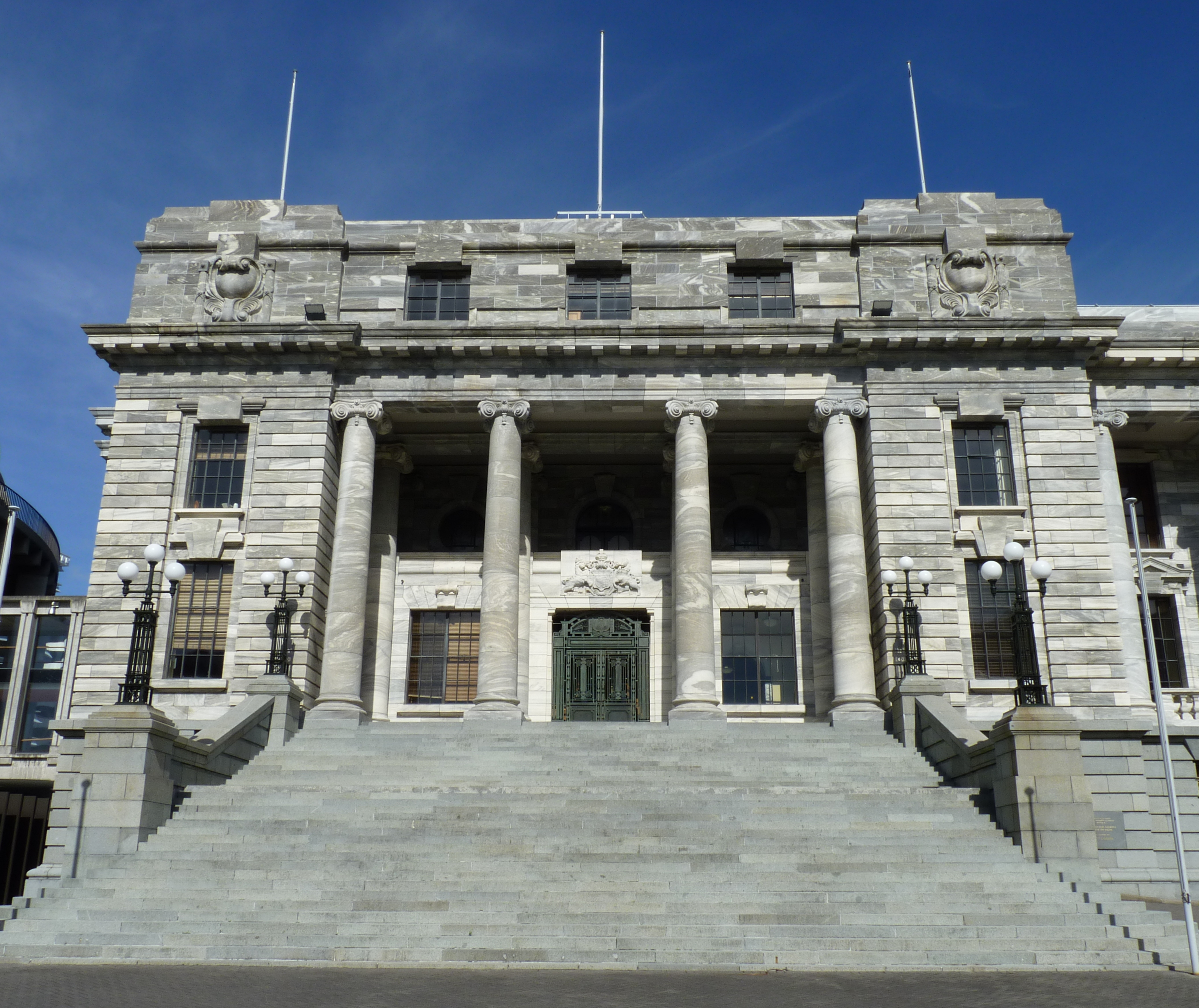
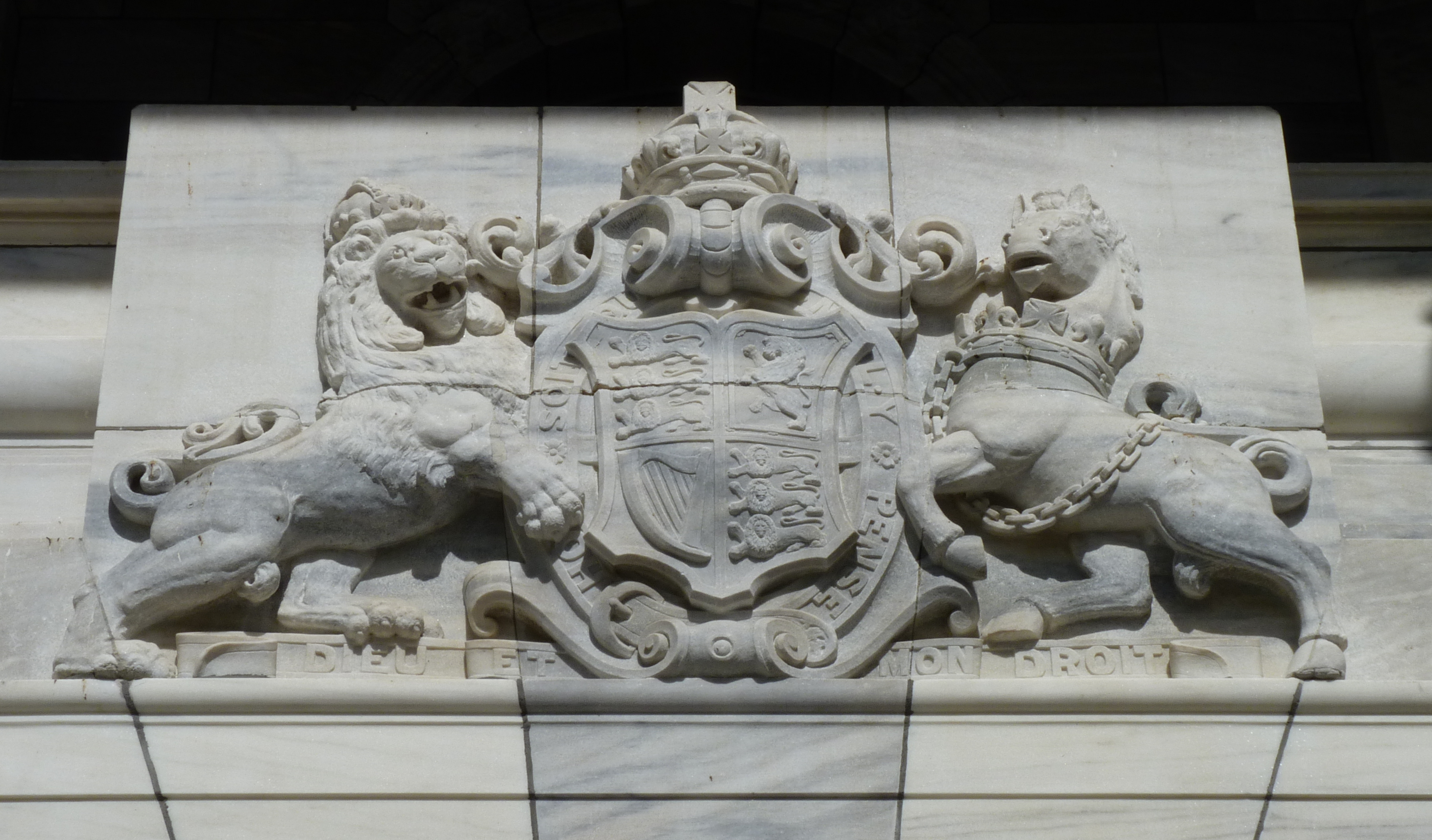
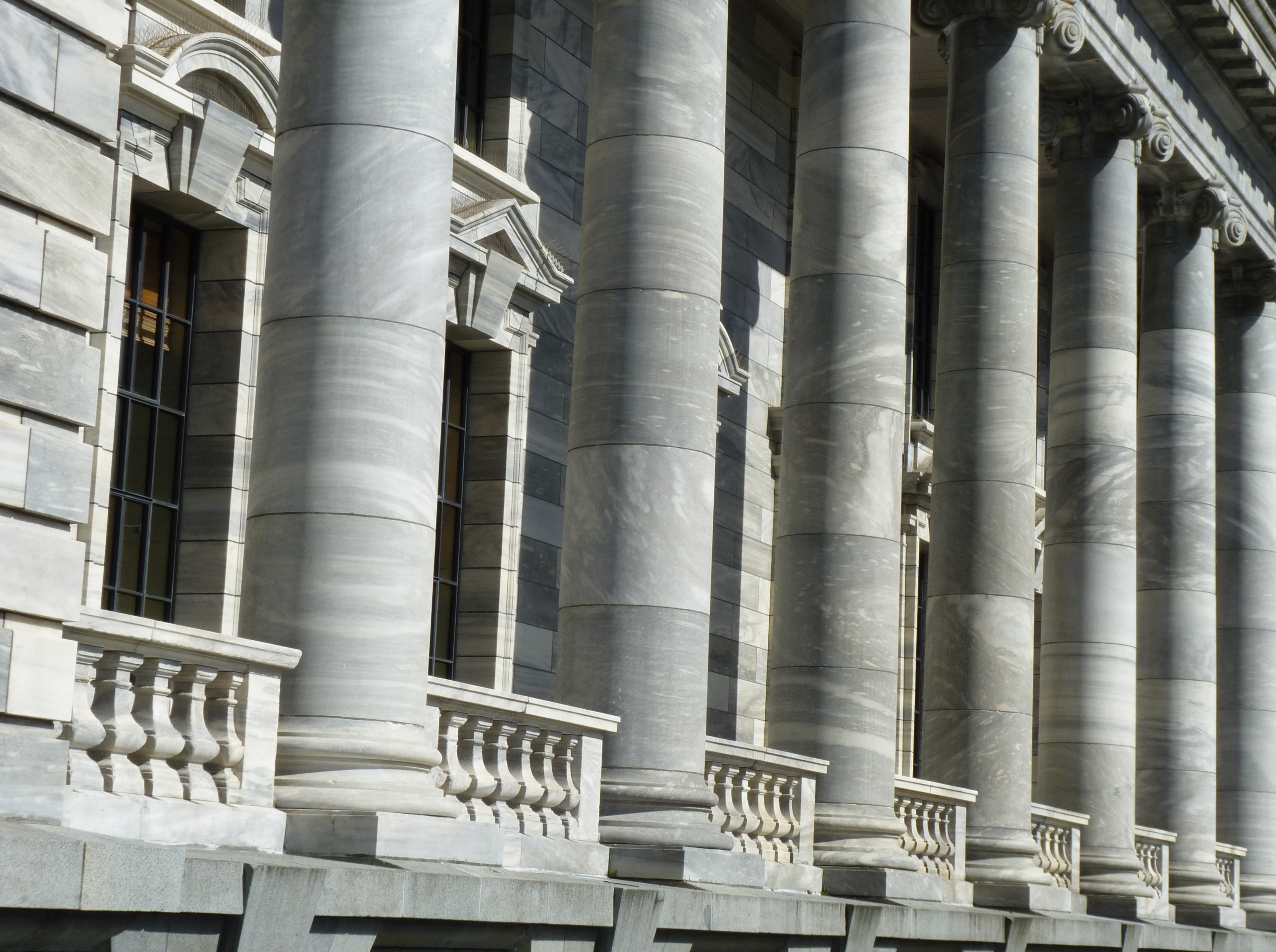
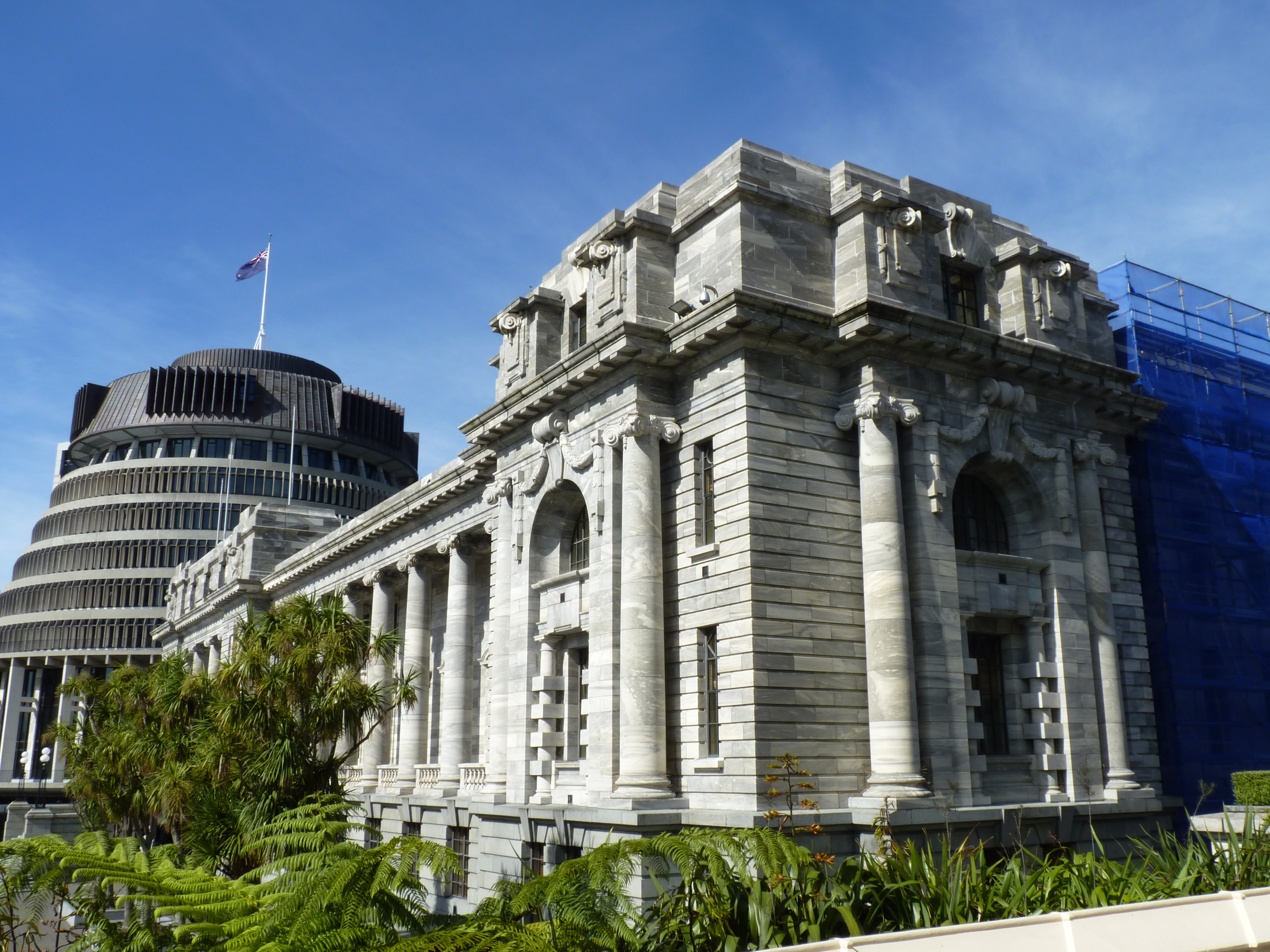
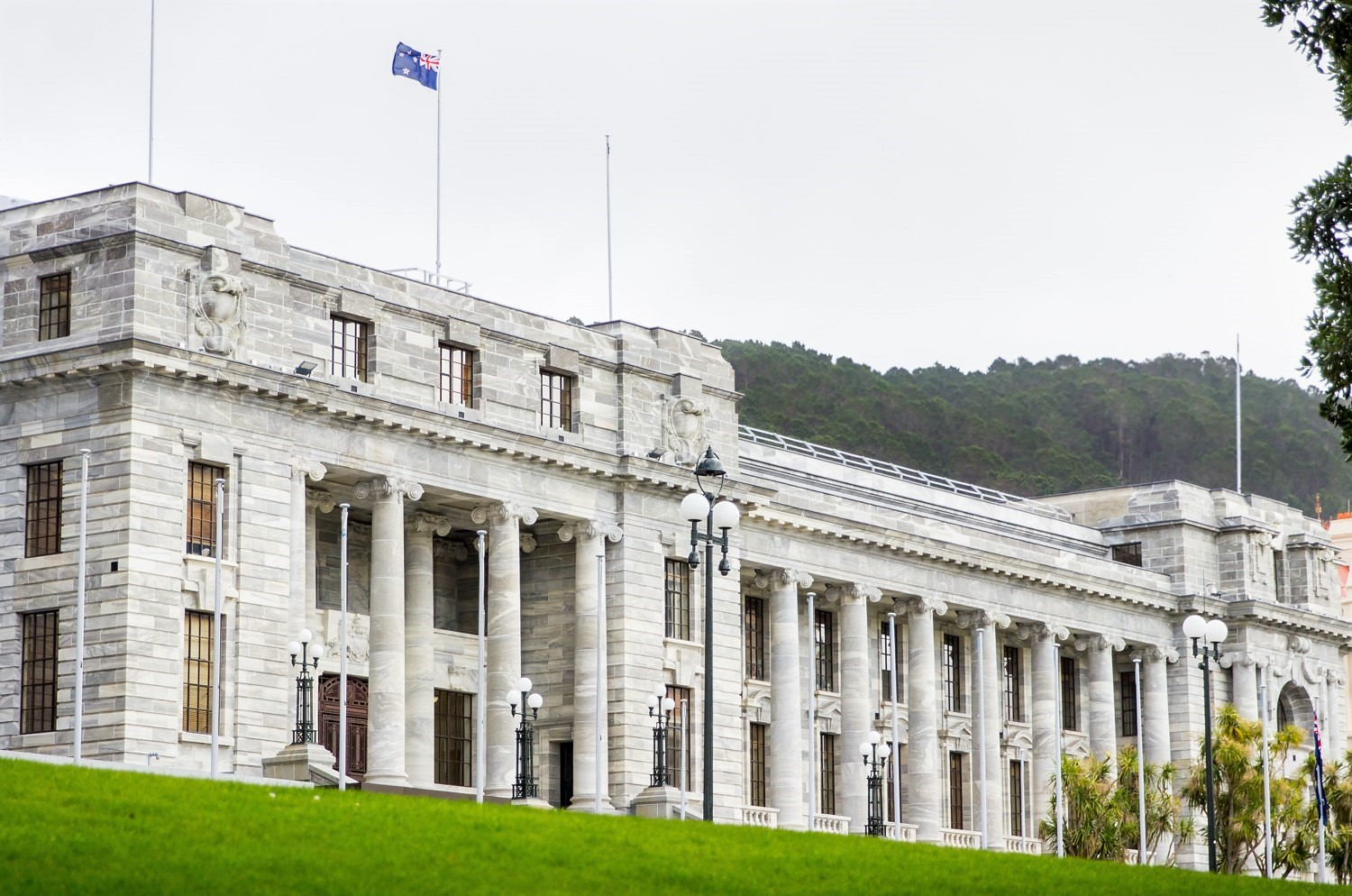
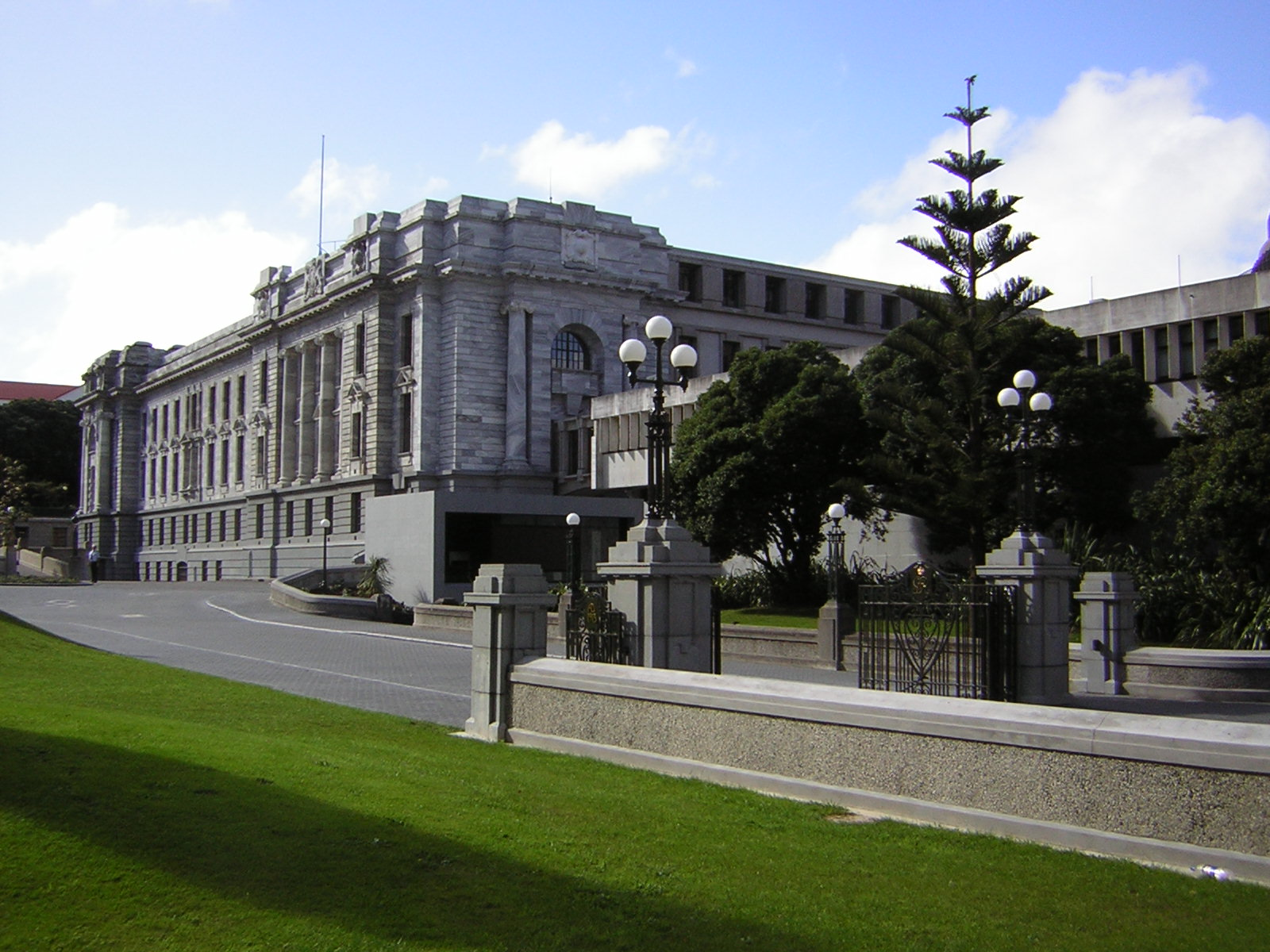

## 外部連結
- Virtual tour （页面存档备份，存于） of the Parliament Buildings